# 寂静之声
《寂静之声》（英語：The Sound of Silence）是美国二重唱组合賽門與葛芬柯的一首歌曲，由保罗·西蒙创作，收录于他们1964年的首张录音室专辑中。这张专辑遭遇了商业失利，导致了二重唱的散伙。西蒙去了英格兰，而加芬克尔则入读了哥伦比亚大学。
1965年春，这首歌开始在电台上播放。增长的播放量使制作人汤姆·威尔森决定将此歌重新混音，加入电声乐器声部。新版歌曲以单曲形式于1965年9月发行，随后迅速地进入了排行榜。同年12月，该曲在美国公告牌百强单曲榜上登顶第一。它也在其他数个国家打入了榜单前十位，包括英国、澳大利亚、西德、爱尔兰和日本等。西蒙和加芬克尔因此重组，急忙录制第二张录音室专辑，并利用这首歌的成功将其命名为。
在多部电影中出现，包括1967年的《毕业生》和2009年的《守護者》。2004年，《滚石》杂志在“史上最伟大的500首歌曲”榜单上将它列为第156位。2013年，它因“文化、历史和审美方面的显著成就”，被美国国会图书馆列入国家录音登记部的保护名单。

## 销售认证
| 地區                                  | 认证 | 认证单位/销量 |
| ------------------------------------- | ---- | ------------- |
| 意大利（意大利音乐产业联盟）          | 金   | 25,000*       |
| 美国（美國唱片業協會）                | 金   | 1,000,000^    |
| *僅含認證的實際銷量 ^僅含認證的出貨量 |      |               |

| 前任： 《》 老虎樂隊          | 日本Oricon单曲榜冠军单曲 1968年9月9日-16日            | 繼任： 《》            |
| 前任： 《》 戴夫·克拉克五人組 | 美国公告牌百强单曲榜冠军单曲 1966年1月1日             | 繼任： 《》 披头士乐队 |
| 前任： 《》 披头士乐队        | 美国公告牌百强单曲榜冠军单曲 1966年1月22日 （第二次） | 繼任： 《》 披头士乐队 |